# Пилявин
Пилявин (пол. Pilawin) — колишній хутір (фільварок) в Новоград-Волинському повіті Волинської губернії. Знаходився на відстані 1 км східніше села Суховоля Звягельського району Житомирської області, Україна. Перебував у власности роду Потоцьких, входив до утвореної ними в 1912 році Піщівської (Корецької) ординації. Разом з мисливським парком, знищений у 1918 році.

## Мисливський парк
В 1903 році, неподалік від хутора, графом Юзефом-Миколаєм Потоцьким, з метою наукових досліджень, засновано мисливський парк. Площа території становила 16 тис. моргів (2 500 га). В огородженому парку росли дуби, берези, вільхи, осики, модрини, в пресі тих часів згадували про 80-річні сосни. Найстаріші дерева мали близько 200 років. В парку розміщувались болота, ставки та озера; найбільша водойма — Ветлиця — мала площу 20 га.
На початку XX століття в парку нараховувалося 30 зубрів, 80 лосів, близько 700 оленів, кількадесят буйволів, два ведмеді, крім того, тут мешкали сарни, кабани, борсуки, куниці, зайці, видри, білки. Немісцеві тварини були завезені з Біловезької Пущі, Кавказу, Англії, США.
Садибу в Пилявині відвідували туристи та вчені, зокрема, з Польщі, Парижа, Лондона.
В урочищі Кам'яна Гірка спорудили палац для відпочинку мисливців з числа високопосадовців Російської імперії та зарубіжжя. У 1903 році за право застрілити першого зубра, який був привезений з Біловезської Пущі американець Волтер Вінанс заплатив солідну суму. На місці загибелі тварини, в урочищі Мечет, спорудили кам'яний пам'ятник з бронзовою головою зубра, влаштований механізм в котрій вночі видавав звуки, схожі на ревіння звіра. Пам'ятник зруйнували після Другої Світової війни, відновлений після 2012 року.
Мисливський парк та звіринець були зруйновані після приходу більшовицької влади солдатами-більшовиками. Велику частину звірів вбито, зокрема, 35 зубрів та бізонів.